# WR-40 Langusta

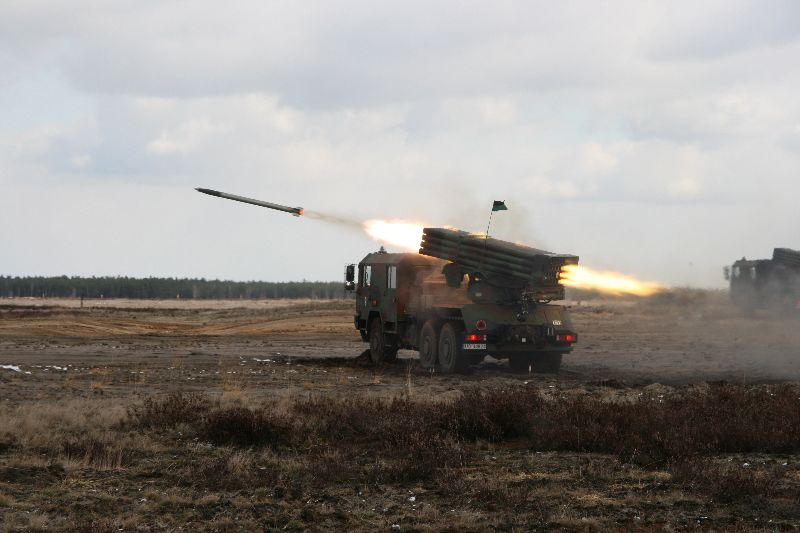
WR-40 Langusta, 5 pułk artylerii

WR-40 Langusta – samobieżna wieloprowadnicowa wyrzutnia rakietowa skonstruowana w Polsce jako gruntowna modernizacja wyrzutni radzieckiej BM-21 Grad. Langusta jest produkowana w Centrum Produkcji Wojskowej HSW w Stalowej Woli. Oprócz standardowych pocisków M-21OF, ma być wyposażana w pociski rakietowe Feniks-Z. Według stanu na styczeń 2018 r. SZ RP dysponują 75 egzemplarzami wyrzutni.

## Geneza
Wojsko Polskie od lat 60. używało radzieckich samobieżnych wyrzutni rakietowych BM-21 Grad na podwoziu ciężarówki 6×6 Ural-375D, których w 2007 roku było nadal 227. Od lat 90. XX wieku prowadzono w Polsce prace nad modernizacją wyrzutni, tak w zakresie zastosowania nowej amunicji, wprowadzenia systemu kierowania ogniem, jak i wymiany podwozia na nowoczesne. Zastosowane nośniki Ural-375D były już dość zużyte, problematyczne było zaopatrzenie w części zamienne z krajów poradzieckich, a benzynowy silnik był nieekonomiczny. Również wadą była mała kabina ciężarówki, nie pozwalająca na pomieszczenie całej obsady wyrzutni. W 2003 roku wojskowe próby kwalifikacyjne ukończył prototyp wyrzutni oznaczonej BM-21M, ustawionej na polskim podwoziu 6×6 Star 1466 z wydłużoną kabiną, lecz nie został w tej postaci przyjęty na uzbrojenie, a produkcję samej ciężarówki wkrótce zakończono.
W 2005 roku zdecydowano zastosować polskie podwozie 6×6 Jelcz P662D.35, z opancerzoną kabiną. W odróżnieniu od pierwowzoru BM-21, pojazd wyposażono w system kierowania ogniem z komputerem balistycznym, opracowany przez polską firmę WB Electronics. Sam blok wyrzutni z napędami i przyrządami celowniczymi, przeniesiony z oryginalnych nośników, nie został poddany zasadniczym zmianom. Prototyp ukończono pod koniec 2006 roku. W grudniu 2006 roku przeszedł on pomyślnie próby wojskowe i został następnie przyjęty na uzbrojenie pod nazwą WR-40 Langusta (Wyrzutnia Rakietowa, 40 to przybliżony zasięg w kilometrach przy użyciu nowej amunicji Feniks-Z).
22 kwietnia 2008 roku wojsko zamówiło modernizację pierwszych 31 wyrzutni, z tego dla oszczędności tylko 9 ukompletowanych systemem nawigacji Talin 5000 (przynajmniej jedna na pluton).

## Zastosowanie
Broń ta jest przewidziana jako wyposażenie dywizjonu artylerii rakietowej. Langusta przeznaczona jest do:
- niszczenia urządzeń ogniowych i bojowych;
- niszczenia fortyfikacji, umocnień i budowli;
- obezwładniania i niszczenia siły żywej, zwłaszcza na rejonach ześrodkowania.

## Ogólna charakterystyka
Wyrzutnie są osadzane na podwoziu terenowym 6x6 Jelcz P662D.35 z sześcioosobową obniżoną czterodrzwiową kabiną załogi typu 144 (projektu Jelcza). Kabina posiada integralną ochronę balistyczną w postaci opancerzenia poziomu 1 normy STANAG 4569, w tym szkła pancernego (chroniącego przed zwykłymi pociskami karabinowymi). Kabina jest odchylana hydraulicznie dla dostępu do silnika, a jej konstrukcja została obniżona do wysokości szczytu wyrzutni w celu ułatwienia transportu strategicznego, zwłaszcza lotniczego. Nośność podwozia wynosi 10 ton. Silnik Iveco Aifo Cursor 8 o pojemności 7,8 l osiąga moc 259 kW (352 KM). Pozwala na osiągnięcie maksymalnej prędkości na drogach utwardzonych do 85 km/godz. Ogumienie jest pojedyncze, o rozmiarach 14.00R20, z wkładkami umożliwiającymi krótkotrwałą jazdę z przestrzeloną oponą oraz systemem centralnego pompowania kół. Seryjne pojazdy z kabiną opancerzoną noszą pełne oznaczenie P662D.35-G27 i są wyposażone w mechaniczną skrzynię biegów ZF zamiast automatycznej, jak w prototypie.
Urządzenie jest wyposażone w terminal pojazdowy DD9620T i cyfrowy układ sterowania ogniem polskiej firmy WB Electronics oraz zestaw nawigacji inercyjnej Honeywell Talin 5000. Przy tym, z uwagi na koszty, tylko część wyrzutni była początkowo zamawiana z systemem nawigacji, co nie zmniejsza możliwości plutonu. Łączność jest zapewniona przez radiostację pokładową UKF Fastnet Radmor RRC-9311 AP oraz współpracujące radiostacje indywidualne PRC-500 (system łączności wewnętrznej WB Electronics Fonet BMS) i układ zarządzania terenem walki Trop. Całość stanowi system kierowania ogniem (SKO).
W ramach dalszej modernizacji, do końca 2015 roku wszystkie wyrzutnie miały otrzymać wojskowe moduły systemu GPS: HGPST-T z modułem SAASM, podłączone do systemu nawigacji inercyjnej Talin 5000, z zachowaniem cywilnego odbiornika GPS jako rezerwowego.

## Podstawowe charakterystyki uderzeniowe
Wyrzutnia posiada 40 luf kalibru 122,4 mm. Według danych udostępnionych przez producenta, czas zaprogramowania 40 zapalników pocisków umieszczonych w lufach to 3 minuty, a pełna salwa jest wykonywana w ciągu 20 sekund. Zasięg ostrzału w przypadku standardowej amunicji M-21OF radzieckiego pochodzenia (jak dla oryginalnych wyrzutni BM-21 Grad) wynosi 20 km. W przypadku polskich pocisków Feniks z głowicą odłamkowo-burzącą zasięg wynosi 42 km a w przypadku pocisków z głowicą cargo 32 km.

## Służba w Wojsku Polskim
Pierwsza prototypowa – wdrożeniowa wyrzutnia została przekazana Centrum Szkolenia Artylerii i Uzbrojenia w Toruniu 20 marca 2007 roku. Pierwsze pojazdy trafiły do jednostki bojowej – dywizjonu 5 Lubuskiego Pułk Artylerii 8 lipca 2008 roku. Dywizjon ten do 2009 roku otrzymał wszystkie 18 wyrzutni, a w 2010 roku 18 wyrzutni otrzymał 3 dywizjon 1 Mazurskiej Brygady Artylerii.
W 2018 r. w Siłach Zbrojnych RP znajdowało się 75 egz. 122 mm wyrzutni rakietowych WR-40 „Langusta”. Wyrzutnie te znajdują się w składzie trzech dywizjonów artylerii rakietowej wchodzących w strukturę pułków artylerii. Ponadto, trzy egzemplarze wyrzutni wykorzystywane są do szkolenia specjalistów w Centrum Szkolenia Artylerii i Uzbrojenia w Toruniu.